# اسرار قطب جنوب
اسرار قطب جنوب (به فرانسوی: Le Sphinx des glaces) که در فارسی بیشتر با نام ابوالهول یخ‌ها معروف است کتابی است نوشته ژول ورن نویسنده و نمایشنامه‌نویس فرانسوی است که در دو جلد نخستین بار در سال ۱۸۹۸ منتشر شد.
این کتاب داستان سفری به اطراف جزایر کرگولن در جنوب اقیانوس هند است. این رمان به عنوان پاسخی به کتاب روایت آرتور گوردون پایم، از نانتوکت نوشته ادگار آلن پو که در سال ۱۸۳۸ منتشر شد، نوشته شده است.

## شرح داستان

### جلد ۱
داستان این کتاب در ۱۸۳۹ یازده سال پس از وقایعی که برای آرتور گوردون پیم رخ داده اتفاق می‌افتد و یکسال بعد از انتشار کتاب تنظیم شده است.
راوی ماجرا مرد ثروتمند آمریکایی به نام جرولینگ است که خود را با مطالعه و بررسی شخصی حیات وحش جزایر کرگولن سرگرم نموده بودو حال در پی راهی برای بازگشت به آمریکا بود. هالبران یکی از نخستین کشتی‌هایی است که وارد کرگولن شده و کاپیتان لن گای با اکراه موافقت می‌کند که جرولینگ را به عنوان مسافر پذیرفته و تا جزایر تریستان دا کونا برساند.
در بین راه آن‌ها با کوه یخ سرگردانی مواجه می‌شوند که جسدی روی آن افتاده بوده و معلوم می‌شود که ملوانی از کشتی جین است. یادداشتی همراه جسد است که نشان می‌دهداو و چند نفر دیگر از جمله کاپیتان کشتی جین، ویلیام گای از یک واقعه مرگبار در تسالا جان به در برده و هنوز زنده هستند.
گای که قبلاً با جرولین در مورد قضیه آرتور گوردون پیم صحبت کرده بود خودش را برادر ویلیام گای معرفی می‌کند. او تصمیم می‌گیرد که برای نجات خدمه جین اقدام کند. پس از تهیه آذوقه و بقیه ملزومات مورد نیاز برای چنین سفری در تریستان دا کونا و جزایر فالکلند در حالیکه جرولین هم همراه آن‌ها است راهی جنوب می‌شوند.
آنها ملوان اسرارآمیزی به اسم هونت هم چون اشتیاق بسیاری برای سفر از خود نشان می‌دهد را هم با خود همراه می‌کنند. آب و هوای معتدل به کشتی هالبران اجازه پیشروی خوبی می‌دهد. دراوایل تابستان هستند و با ترک برداشتن صفحات یخی اقیانوس جنوبی مسیر هموارتر می‌شود.
آنها ابتدا جزیره بنت را پیدا می‌کنند جایی که کشتی جین در آنجا توقف کرده بود و در نهایت جزیره تسالا را پیدا می‌کنند. اما جزیره کاملاً ویران شده و ظاهراً زلزله عظیمی را پشت سر گذاشته است. آن‌ها بقایای بومی‌های تسالا را پیدا می‌کنندکه ظاهراً مدت‌ها قبل از زمین لرزه مرده بودند. حتی قلاده سگ پیم تایگر هم پیدا می‌شود اما هیچ اثری از کشتی جین نیافتند.

### جلد ۲

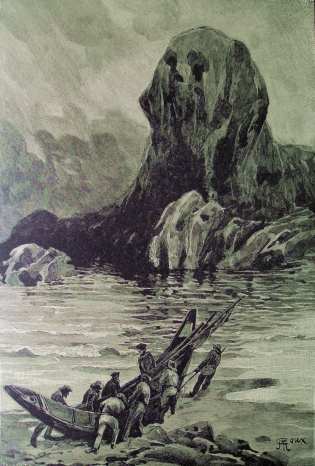
ابوالهول یخی

هونت هویت اصلی خودش یعنی دیرک پیترز را آشکار می‌کند. در سفرشان به جنوب در تسالا او و پیم از هم جدا می‌شوند و تنها پیترز است که به سلامت به آمریکا بر می‌گردد. جایی که او وسوسه می‌شود که ماجرای سفرشان را منتشر کند. خاطرات پیم دست پیتر بود و ظاهراً ادگار آلن پو آن را به زیبایی در رمان روایت آرتور گوردون پیم از نانتاک شرح می‌دهد.
پس از بازگشت به خانه، پیتر هویت جدیدی برمی‌گزیند چون از اینکه بر لاشه کشتی گرامبوس مجبور به آدمخواری شده بسیار شرمنده بود. گای و پیتر تصمیم می‌گیرند که مسیر دشوار جنوب را ادامه دهند اما ملوانی به اسم هرنه خیلی روی روحیه خدمه تأثیر منفی می‌گذارد چون معتقد بود که آن‌ها باید دست از این جستجو بردارند و قبل از آغاز زمستان به خانه برگردند.
خیلی طول نکشید که کشتی هالبران طی تصادفی عجیب و غریب به کوه یخی برخورد کرد و بعد از مدتی نابود شد. اگر چه خدمه به سلامت روی کوه یخ قدم گذاشتند اما فقط یک قایق کوچک برایشان باقی‌مانده بود و آن‌ها هم ناچار بودند که به طریقی از آن استفاده کنند. آن‌ها روی این کوه یخ سرگردان بودند و حتی‌گذار کوه یخ به قطب جنوب افتاد. قبل از اینکه خدمه روی خشکی تا به اینجا ناشناخته‌ای که درون کوه یخ جا خوش کرده بود پرت شوند هرنه و افراد وفادار به او آخرین قایق باقی‌مانده را دزدیدند و سعی کردند راهی سوی دریای آزاد پیدا کنند و این کار آن‌ها باعث می‌شد که کسانی که پشت سر خود رها کرده بودند با شرایط بسیار سخت زمستان جنوبگانی مواجه شوند.
با این حال آن‌ها خوش شانس بودند چون کوتاه مدتی پس از این واقعه آن‌ها قایق کوچک بومی را دیدند که در آب شناور بود. نخستین واکنش پیتر شنا کردن به سمت قایق بود اما پیتر متوجه شد که کاپیتان گای و سه نفر از خدمه اش در اثر گرسنگی نیمه جان در قایق افتاده‌اند. پیتر آن‌ها را به سمت ساحل کشاند و مردی که پرستار کشتی هالبران بود آن‌ها را از مرگ نجات داد.
ویلیام گای ماجرایش را بازگو می‌کند اینکه مدت کوتاهی پس از انفجار کشتی جین سگ آن‌ها تایگر دچار هاری می‌شود و بیماری به بومی‌ها سرایت می‌کند. کسانی هم که توانسته بودند به جزایر اطراف بگریزند بر اثر زلزله کشته می‌شوند.
تا قبل از زلزله، ویلیام گای و افرادش در تسالا زندگی نسبتاً راحتی داشتند جایی که به خانه‌شان تبدیل شده بود اما بعد از زلزله اوضاع خراب شد و آن‌ها کوشیدند از سر ناامیدی با قایقی سوی شمال فرار کنند که موفق نشدند.
بعد از این، خدمه کشتی‌های هالبران و جین سعی کردند با قایق تازه بدست آورده‌شان راه شمال را دوباره امتحان کنند. آن‌ها پیشرفت خوبی داشتند تا زمانی که متوجه نیروی مغناطیسی قوی شدند. آن‌ها منشأ نیرو را که یک ابوالهول یخی بود پیدا کردند.
این یک کوه یخ مغناطیسی بسیار عظیمی که بار الکتریکی آن ناشی از تمرکز جریان ذراتی بود که در سرتاسر قطب میدان مغناطیسی زمین متمرکز شده بود وباعث شارژ آن می‌شد. در آنجا آن‌ها باقیمانده‌هایی از تیم هرنه را که بعد از مرگشان به جای مانده بود پیدا کردند. مرگ آن‌ها زمانی رخ داده بود که تجهیزاتی آهنی و اجزاء قایق آن‌ها تحت تأثیر نیروی شدید مغناطیسی این کوه یخ جذب کوه شده و با آن برخورد کرده بود.
قایق جرولین ودیگران فقط به این دلیل نابود نشده بود که توسط بومی‌ها از قطعات فاقد آهن ساخته شده بود. در پای ابوالهول آن‌ها بدن پیم را پیدا کردند که به همین شکل کشته شده بود. از شدت غم و اندوه پیتر همان‌جا می‌میرد و بقیه دوباره سوار قایق شده و در نهایت به اقیانوس فاقد یخ رسیده و نجات پیدا می‌کنند.